# Partiële integratie
In de integraalrekening is partiële integratie een techniek om integralen te berekenen of om een primitieve functie van een gegeven functie te bepalen. De regel legt een verband tussen de integraal van een product van twee functies en de integraal van het product van de afgeleide van de ene functie en een primitieve van de andere functie. De methode is een direct gevolg van de productregel voor afgeleiden en is vooral van toepassing wanneer de integrand geschreven kan worden als een product van twee functies.

## Stelling
Als {\displaystyle f} en {\displaystyle g} twee differentieerbare functies zijn met afgeleiden {\displaystyle f'} en {\displaystyle g',} geldt:
{\displaystyle \int _{a}^{b}f(x)g'(x)\,{\rm {d}}x=\left[f(x)g(x)\right]_{a}^{b}-\int _{a}^{b}f'(x)g(x){\rm {d}}x}
Merk op dat deze formule aanleiding geeft tot een nieuwe integraal: de methode heeft slechts zin indien de integraal van {\displaystyle f'(x)g(x)} eenvoudiger te bepalen is dan de oorspronkelijke integraal van {\displaystyle f(x)g'(x).} De methode kan ook gebruikt worden om een primitieve te bepalen, de formule neemt dan de volgende vorm aan:
{\displaystyle \int f(x)g'(x)\,{\rm {d}}x=f(x)g(x)-\int f'(x)g(x)\,{\rm {d}}x}
Deze formule wordt wel verkort geschreven als:
{\displaystyle \int f\,{\rm {d}}g=fg-\int g\,{\rm {d}}f}

### Afleiding
De afgeleide van het product van twee differentieerbare functies {\displaystyle f} en {\displaystyle g} wordt gegeven door de productregel:
{\displaystyle (f(x)g(x))'=f'(x)g(x)+f(x)g'(x)}
Integreer beide leden over het interval {\displaystyle [a,b]}:
{\displaystyle \int _{a}^{b}(f(x)g(x))'\,{\rm {d}}x=\int _{a}^{b}f'(x)g(x)\,{\rm {d}}x+\int _{a}^{b}f(x)g'(x)\,{\rm {d}}x}
Toepassen van de hoofdstelling van de integraalrekening leidt tot de formule van partiële integratie:
{\displaystyle \left[f(x)g(x)\right]_{a}^{b}=\int _{a}^{b}f'(x)g(x)\,{\rm {d}}x+\int _{a}^{b}f(x)g'(x)\,{\rm {d}}x}

## Voorbeelden

### Voorbeeld 1
De onbepaalde integraal
{\displaystyle \int x\cos(x)\,{\rm {d}}x}
kan in gesloten vorm gevonden worden met behulp van partiële integratie. Omdat {\displaystyle \cos(x)} de afgeleide van {\displaystyle \sin(x)} is, volgt:
{\displaystyle \int x\cos(x){\rm {d}}x=\int x\sin '(x)\,{\rm {d}}x}
Partiële integratie met {\displaystyle f(x)=x} en {\displaystyle g(x)=\sin(x)} levert:
{\displaystyle {\begin{aligned}\int x\cos(x)\,dx&=\int x\sin '(x)\,{\rm {d}}x\\&=x\sin(x)-\int \sin(x)\,{\rm {d}}x\\&=x\sin(x)+\cos(x)+C\\\end{aligned}}}

### Voorbeeld 2
In het vorige voorbeeld was een van de functies in het product {\displaystyle f(x)=x,} die als het ware verdwijnt. Partiële integratie is ook handig wanneer een positieve gehele macht van {\displaystyle x} in de integrand voorkomt in combinatie met bijvoorbeeld goniometrische of exponentiële functies, zoals in:
{\displaystyle \int x^{3}e^{-x}\,{\rm {d}}x} en {\displaystyle \int x^{2}\sin(x)\,{\rm {d}}x}
Herhaaldelijk toepassen van partiële integratie zal bij een gepaste keuze van {\displaystyle f} en {\displaystyle g} de macht van {\displaystyle x} telkens verlagen. De hoop is dan dat de resterende integraal gemakkelijk oplosbaar is.
{\displaystyle {\begin{aligned}\int _{0}^{\infty }x^{3}e^{-x}\,{\rm {d}}x&=-\int _{0}^{\infty }x^{3}\,{\rm {d}}e^{-x}=-\left[x^{3}e^{-x}\right]_{0}^{\infty }+\int _{0}^{\infty }e^{-x}\,{\rm {d}}x^{3}\\&=3\int _{0}^{\infty }x^{2}e^{-x}\,{\rm {d}}x=-3\int _{0}^{\infty }x^{2}\,{\rm {d}}e^{-x}=-3\left[x^{2}e^{-x}\right]_{0}^{\infty }+3\int _{0}^{\infty }e^{-x}\,{\rm {d}}x^{2}\\&=3\cdot 2\int _{0}^{\infty }xe^{-x}\,{\rm {d}}x=-6\int _{0}^{\infty }x\,{\rm {d}}e^{-x}=-6\left[xe^{-x}\right]_{0}^{\infty }+6\int _{0}^{\infty }e^{-x}\,{\rm {d}}x\\&=6\end{aligned}}}

### Voorbeeld 3
Sommige integralen kunnen bepaald worden door de te integreren functie te beschouwen als een product van 1 met zichzelf. Toepassing met {\displaystyle f(x)=\ln(x)} en {\displaystyle g(x)=x,} zodat {\displaystyle g'(x)=1,} geeft voor de integraal van {\displaystyle \ln(x):}
{\displaystyle {\begin{aligned}\int \ln(x)\cdot 1\,{\rm {d}}x&=x\ln(x)-\int x\,{\rm {d}}\ln(x)\\&=x\ln(x)-\int x{\frac {1}{x}}\,{\rm {d}}x\\&=x\ln(x)-\int 1\,{\rm {d}}x\\&=x\ln(x)-x+C\\\end{aligned}}}

### Voorbeeld 4
Een andere mogelijkheid om sommige integralen te berekenen is het herhaaldelijk toepassen van partiële integratie tot de oorspronkelijke integraal opnieuw verkregen wordt. Volgend voorbeeld illustreert deze methode door tweemaal partiële integratie toe te passen.
{\displaystyle {\begin{aligned}\int _{-\pi }^{\pi }e^{x}\cos(x)\,{\rm {d}}x&=\left[\sin(x)e^{x}\right]_{-\pi }^{\pi }-\int _{-\pi }^{\pi }\sin(x)e^{x}\,{\rm {d}}x\\&=\left[\cos(x)e^{x}\right]_{-\pi }^{\pi }-\int _{-\pi }^{\pi }e^{x}\cos(x)\,{\rm {d}}x\\&=\left(-e^{\pi }+e^{-\pi }\right)-\int _{-\pi }^{\pi }e^{x}\cos(x)\,{\rm {d}}x\\\end{aligned}}}
De integraal wordt nu eenvoudig bepaald door de verkregen integraal in het rechterlid van lid te verwisselen en te delen door 2:
{\displaystyle \int _{-\pi }^{\pi }e^{x}\cos(x)\,{\rm {d}}x={\frac {-e^{\pi }+e^{-\pi }}{2}}=\sinh(-\pi )=-\sinh(\pi )}